# CAMEO
CAMEO (acrônimo de Chem Act Mtrls Ejetar Orb) foi um satélite artificial da NASA lançado no dia 24 de outubro de 1978 a partir da Base da Força Aérea de Vandenberg com o mesmo foguete Delta 2910 que pôs em órbita o satélite Nimbus 7.

## Características
O CAMEO estava acoplado à segunda fase do foguete Delta o que lançou o o satélite Nimbus 7. A missão do satélite consistiu em libertar gases de cinco recipientes em diferentes momentos de sua órbita para observar seu comportamento e interação com a ionosfera e magnetosfera terrestre e estudar as auroras polares.
O satélite tinha um recipiente com lítio e os quatro restantes com bário. A libertação do bário dos quatro recipientes ocorreu a uma altura de 965 km sobre o polo norte entre as latitudes 76 e 84.